# 그리스-대한민국 관계
대한민국과 그리스는 20세기 전까지 별다른 교류가 없었으나, 1949년에 그리스가 대한민국 정부를 유일 합법정부로 승인하면서 시작하였다. 한국전쟁 당시 그리스는 육군과 공군을 유엔군 소속으로 파병하기도 하였다. 두 나라 간 수교는 1961년 4월 5일에 이루어졌다. 대한민국은 1973년 그리스 수도 아테네에, 그리스는 1991년 서울에 대사관을 설치하였다. 대한민국에서는 노무현 대통령이 수교 이후 처음으로 그리스를 방문하기도 하였다. 두 나라는 지리적으로 멀리 떨어져 있지만 공통점이 많은 나라이다. 두 나라 모두 조선 및 해운업의 강국이고, IMF로부터 금융구제를 받은 적이 있으며, 반도 국가이면서 근대 및 현대 역사에서 자유민주주의와 공산주의라는 국가 내부에서 대립적 이념으로 인한 갈등을 겪었다. 한국의 10대 기업 중 하나인 한화그룹은 그리스대사관을 본사 빌딩에 입주시킬 정도로 깊은 친분관계에 있기도 하다.

## 관계의 발전
- 1961년 외교 관계 수립

## 같이 보기
- 그리스 한국 원정군
- 주한 그리스 대사관
- 주그리스 대한민국 대사관[11]
- 그리스의 대외 관계
- 대한민국의 대외 관계
- 그리스 한국 원정군